# Pterolophioides laterifuscus
Pterolophioides laterifuscus är en skalbaggsart som först beskrevs av Leon Fairmaire 1885.  Pterolophioides laterifuscus ingår i släktet Pterolophioides och familjen långhorningar.
Artens utbredningsområde är Djibouti. Inga underarter finns listade i Catalogue of Life.